# Trofeo Matteotti 1999
Il Trofeo Matteotti 1999, cinquantaquattresima edizione della corsa, si svolse il 1º agosto 1999 su un percorso di 188,5 km, con partenza e arrivo a Pescara, in Italia. La vittoria fu appannaggio dell'italiano Francesco Casagrande, che completò il percorso in 4h47'24" alla media di 39,353 km/h, precedendo i connazionali Ivan Basso e Fabio Sacchi.

## Ordine d'arrivo (Top 10)
| Pos. | Corridore            | Squadra                 | Tempo    |
| ---- | -------------------- | ----------------------- | -------- |
| 1    | Francesco Casagrande | Vini Caldirola-Sidermec | 4h47'24" |
| 2    | Ivan Basso           | Riso Scotti-Vinavil     | a 0'43"  |
| 3    | Fabio Sacchi         | Polti                   | a 1'20"  |
| 4    | Luca Scinto          | Mapei-Quick Step        | s.t.     |
| 5    | Flavio Zandarin      | Riso Scotti-Vinavil     | s.t.     |
| 6    | Massimo Donati       | Vini Caldirola-Sidermec | s.t.     |
| 7    | Gianni Faresin       | Mapei-Quick Step        | s.t.     |
| 8    | Enrico Cassani       | Polti                   | a 3'07"  |
| 9    | Cristian Auriemma    | Navigare-Gaerne         | s.t.     |
| 10   | Alain Turicchia      | Riso Scotti-Vinavil     | s.t.     |